# 海峯
22°19′58″N 114°09′39″E / 22.3329°N 114.1609°E

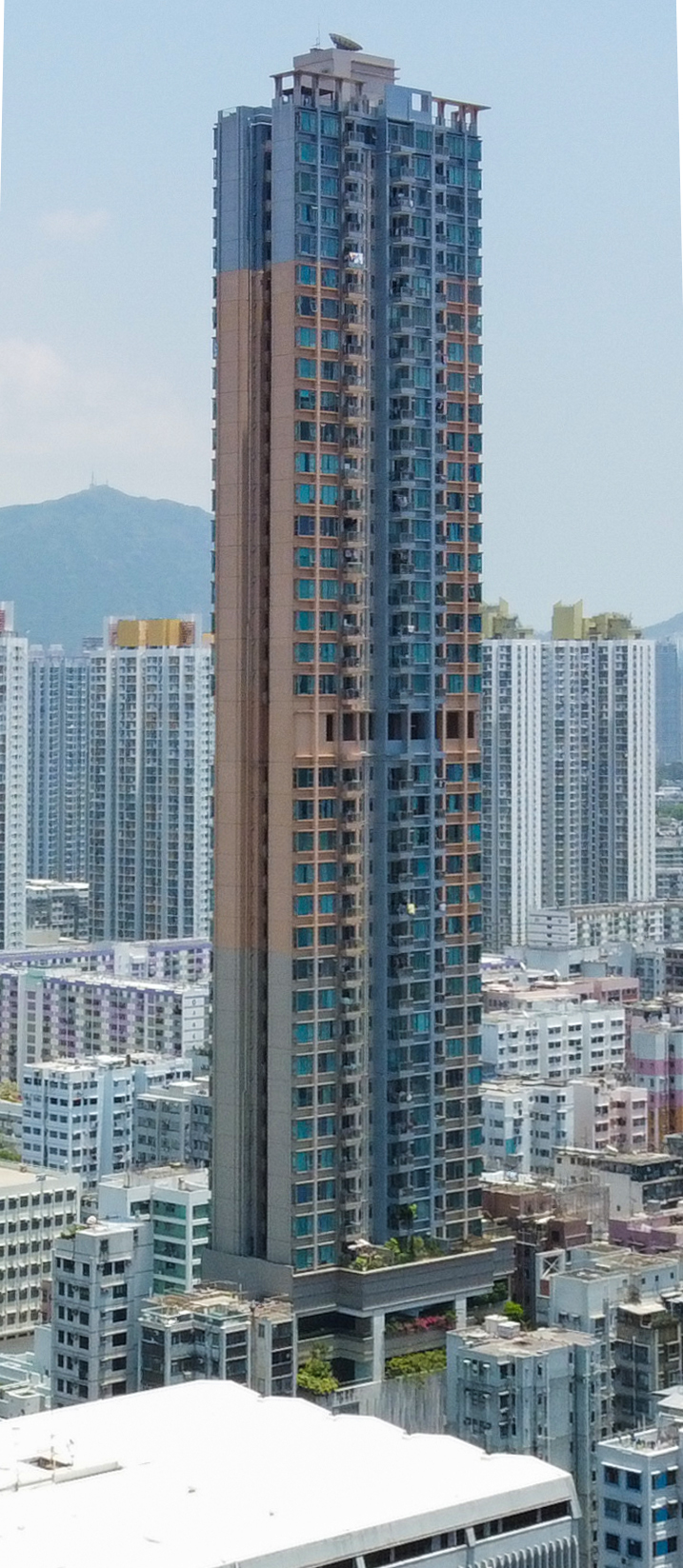
海峯正面

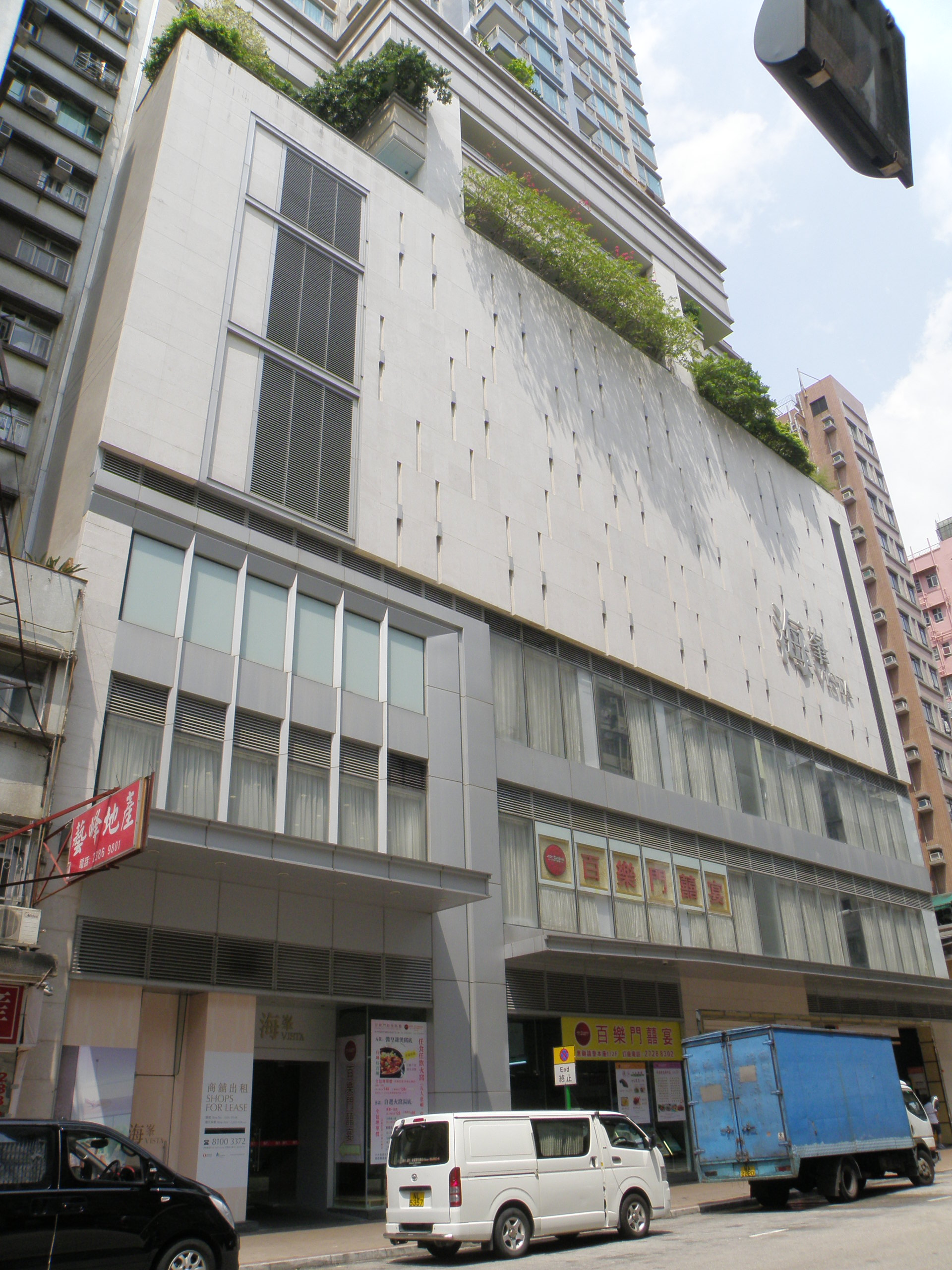
海峯基座設商場，曾經作酒樓之用，到2019年結業，2023年改為深水埗社區客廳

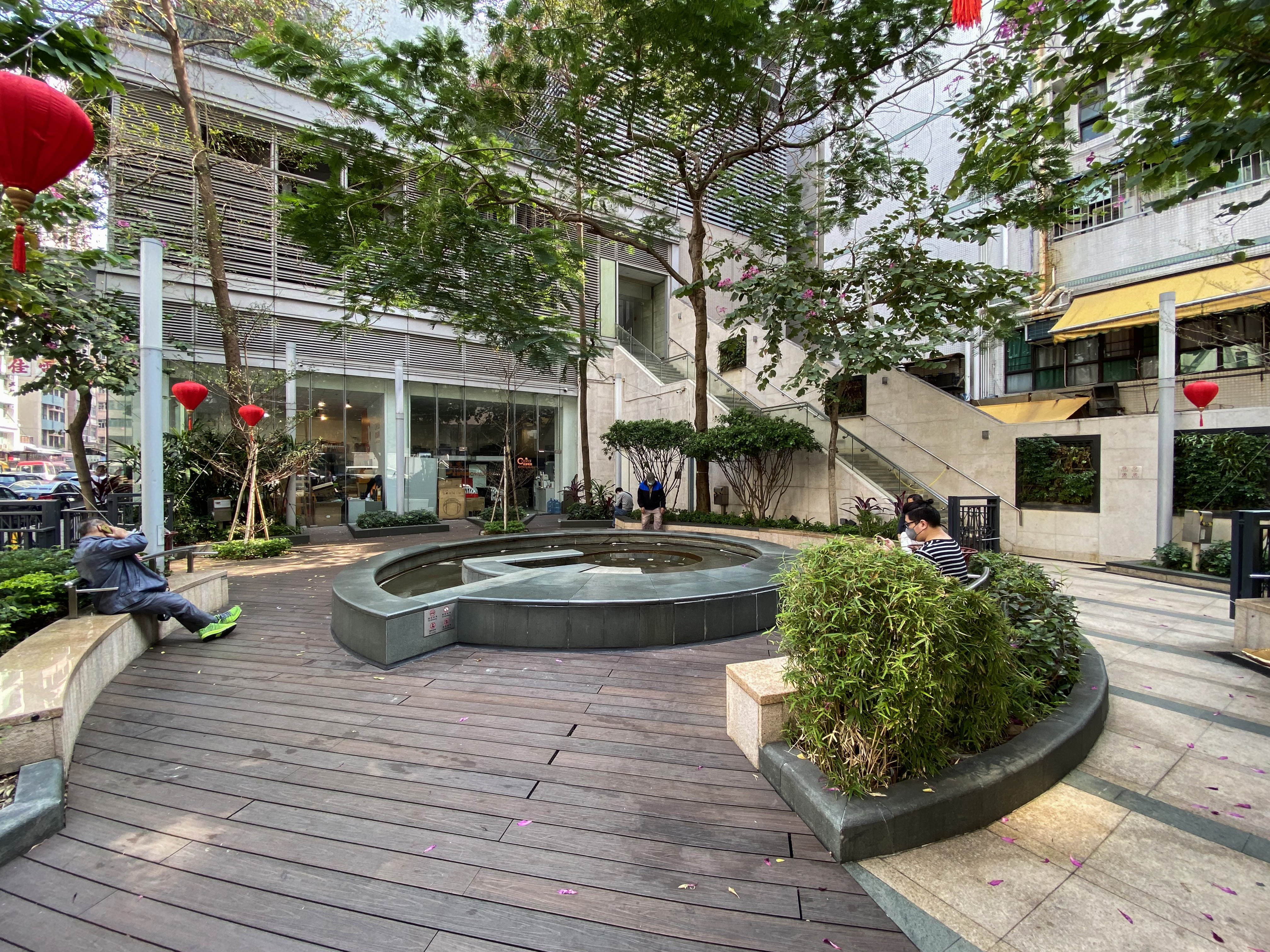
海峯地面設公共休憩空間

海峯 （英文：VISTA），是香港的一棟住宅大樓，位於九龍西深水埗福華街187至189號，2009年4月入伙。發展商為信和置業和市區重建局，為單棟設計。住宅層數為35層（7至46樓，不設13、14、24、34及44樓，另不包括隔火層及空中花園層），單位總數為173個，間隔分2房、3房（1套房）、3房（1套房+多用途房）及1房，提供35個車位。步行至港鐵深水埗站大概3分鐘。特別之處是該廈的樓層設計，每戶樓底為11呎6吋高，並以流動智能家居系統為賣點。

## 單位面積（平方呎）
- 4房套房連多用途房或特色單位：(多於1000呎實用)1,346-1,427（建築面積）
- 3房套房連多用途房：716（實用面積）978 （建築面積）
- 3房套房：686（實用面積）925-935 （建築面積）
- 2房兩廳：508（實用面積）697（建築面積）
- 1房1廳：306（實用面積）412（建築面積）

各單位的樓底高度是11呎6吋。
海峯是目前深水埗一帶最高的住宅物業，共提供173個單位。所有單位均附設38方呎觀景露台（頂層特色單位為40至42方呎）。單位樓底高度也加碼至11呎6 吋高，而該廈部分樓面更遠眺東九龍和港島東一帶景緻。

## 會所設施
- 泳池
- 宴會廳
- 健身室
- 綠化庭園
- 燒烤園
- 兒童遊樂場

## 附近著名購物點
- 西九龍中心
- 黃金電腦中心
- 高登電腦中心

## 外部參考
- 海峯官方網頁
- 海峯内的智能茶几 www.sinoie.cn/html/zncj_1243_351.html

1. 1 2  .   [2016-12-05]. （原始内容存档于2016-09-20）.
2. 1 2  .   [2016-12-05]. （原始内容存档于2017-05-06）.
3. 1 2  .   [2016-12-05]. （原始内容存档于2017-01-19）.
4. 1 2  .   [2016-12-05]. （原始内容存档于2016-10-05）.
5. 1 2  .   [2016-12-05]. （原始内容存档于2016-10-26）.
6. 1 2  .   [2016-12-05]. （原始内容存档于2016-09-27）.